# 曹勇 (1964年)
曹勇，（1964年10月—）男性，汉族，甘肃武都区人，中华人民共和国政治人物。

## 生平
曹勇仕途未曾离开陇南市，曾担任文县碧口镇党委书记，2002年升任武都县人民政府副县长，2004年武都县改制为市辖区后，出任区政府副区长。2006年11月改任中共康县委常委、政府副县长，2007年8月升任中共礼县委副书记，2010年升任中共礼县委副书记、政府县长。
2015年出任中共西和县委书记。因在脱贫攻坚战中作出突出贡献，2021年2月25日全国脱贫攻坚总结表彰大会上，曹勇被授予“全国脱贫攻坚先进个人”。
2021年12月，当选为陇南市人大常委会副主任。